# هاوزن (باواریای سفلی)
هاوزن (به آلمانی: Hausen) یک شهر در آلمان است که در Kelheim واقع شده‌است.